# Ampedus melsheimeri
Ampedus melsheimeri là một loài bọ cánh cứng trong họ Elateridae. Loài này được Leng miêu tả khoa học năm 1918.